# Marcello Miani
Marcello Miani (ur. 5 marca 1984 w Faenzy) – włoski wioślarz, reprezentant Włoch w wioślarskiej dwójce podwójnej wagi lekkiej podczas Letnich Igrzysk Olimpijskich w Pekinie.

## Osiągnięcia
- Mistrzostwa świata – Eton 2006 – dwójka podwójna wagi lekkiej – 2. miejsce[1].
- Mistrzostwa świata – Monachium 2007 – dwójka podwójna wagi lekkiej – 5. miejsce[1].
- Igrzyska olimpijskie – Pekin 2008 – dwójka podwójna wagi lekkiej – 4. miejsce[1].
- Mistrzostwa świata – Poznań 2009 – dwójka podwójna wagi lekkiej – 3. miejsce.
- Mistrzostwa Europy – Montemor-o-Velho 2010 – jedynka wagi lekkiej – 1. miejsce.
- Mistrzostwa świata – Karapiro 2010 – jedynka wagi lekkiej – 1. miejsce
- Mistrzostwa Europy – Płowdiw 2011 – czwórka bez sternika wagi lekkiej – 1. miejsce
- Mistrzostwa świata – Bled 2011 – czwórka bez sternika wagi lekkiej – 2. miejsce
- Mistrzostwa Europy – Belgrad 2014 – jedynka wagi lekkiej – 2. miejsce
- Mistrzostwa świata – Amsterdam 2014 – jedynka wagi lekkiej – 1. miejsce